# Elaeocarpus inopinatus
Elaeocarpus inopinatus är en tvåhjärtbladig växtart som beskrevs av M.J.E. Coode. Elaeocarpus inopinatus ingår i släktet Elaeocarpus och familjen Elaeocarpaceae. Inga underarter finns listade i Catalogue of Life.